# Römische Villa bei Lullingstone

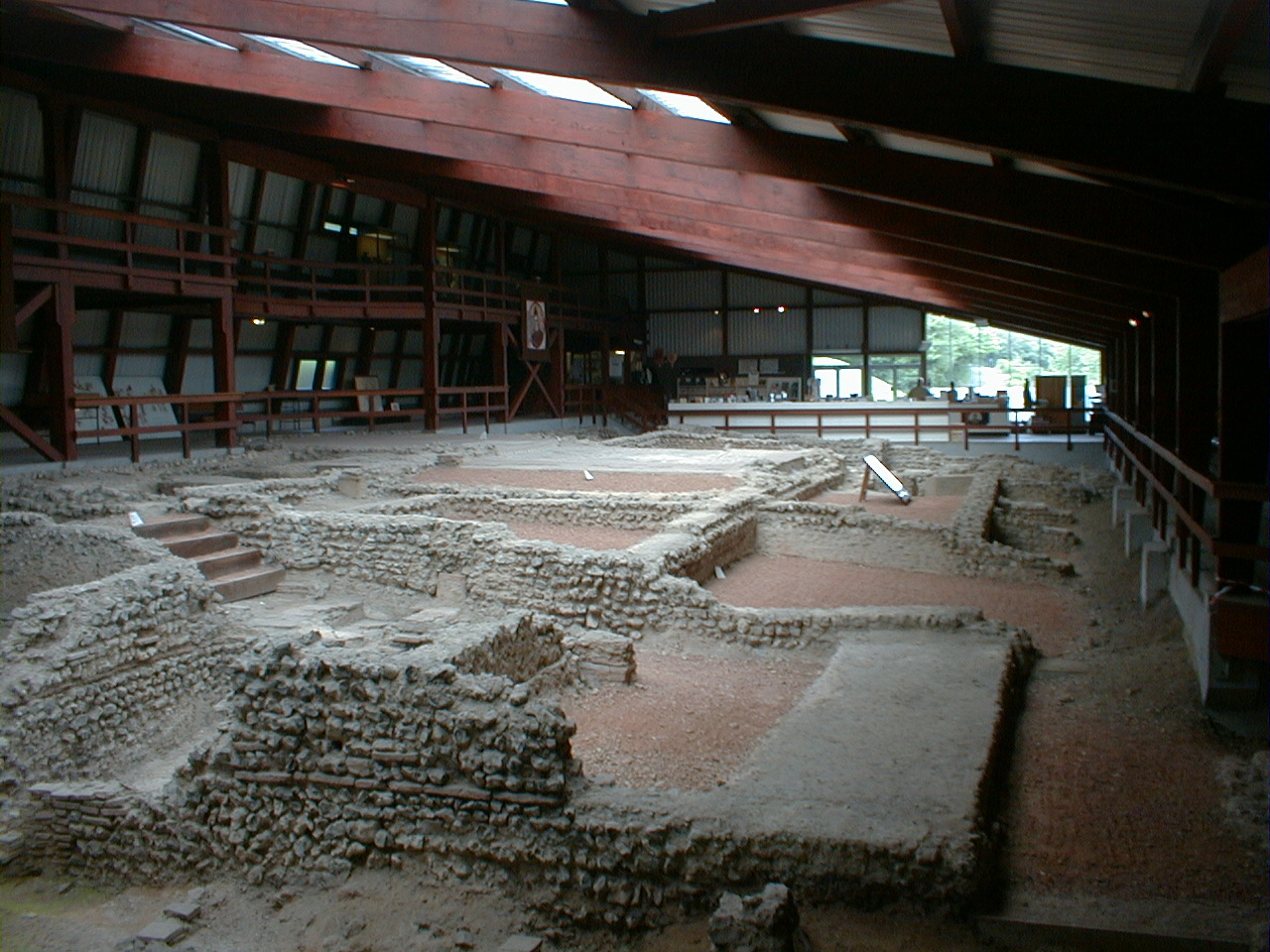
Die heutigen Reste der Villa

Bei Lullingstone (östlich von London in Kent) konnten die Reste einer reich ausgestatteten römischen Villa ausgegraben werden. Vor allem die Fragmente von Wandmalereien mit christlichen Motiven erregten überregionales Interesse.

## Lage
Die Villa von Lullingstone liegt in einem kleinen Tal, nahe bei dem Fluss Darent. Sie liegt an einem Abhang und ist besonders gut erhalten, da im Laufe der Jahrhunderte Erde vom oberen Teil des Abhanges nach unten rutschte und dabei auch die Ruinen der Villa bedeckte und damit auch schützte.

## Geschichte des Baues

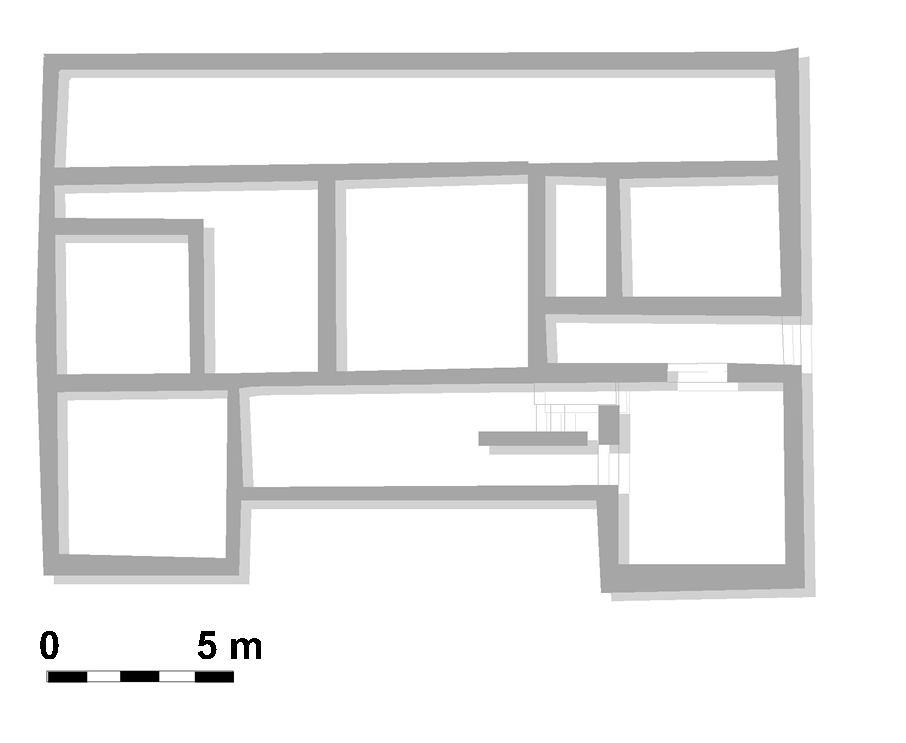
Plan der Villa um 125 n. Chr.

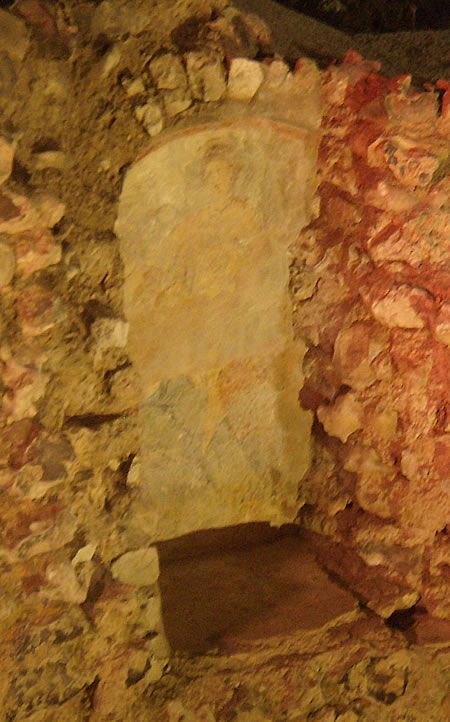
Reste einer Wandmalerei: Nymphen

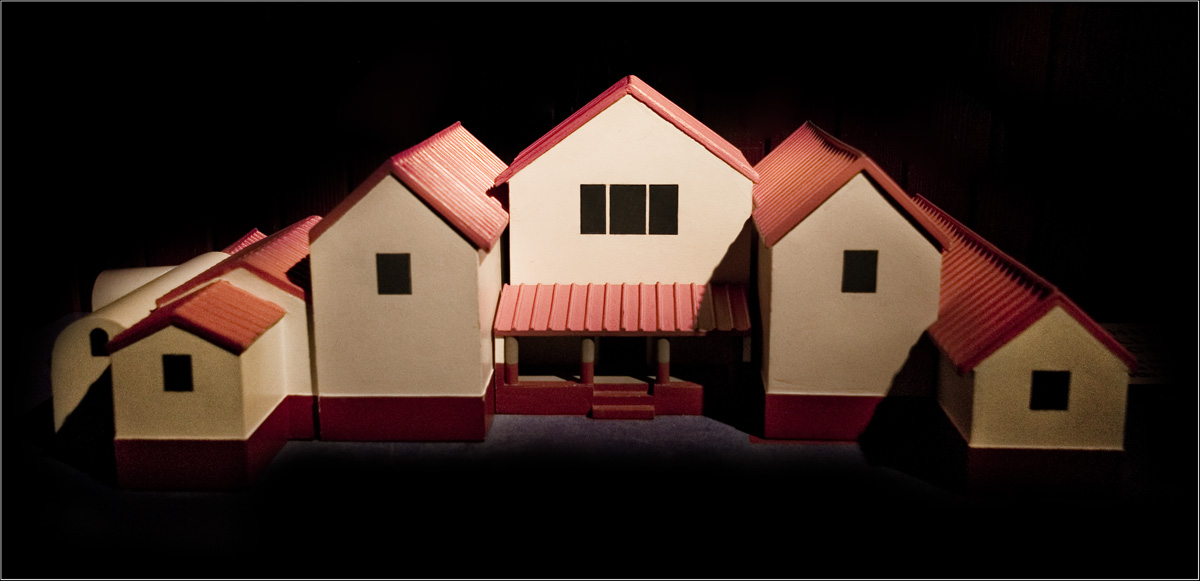
Modell der Villa

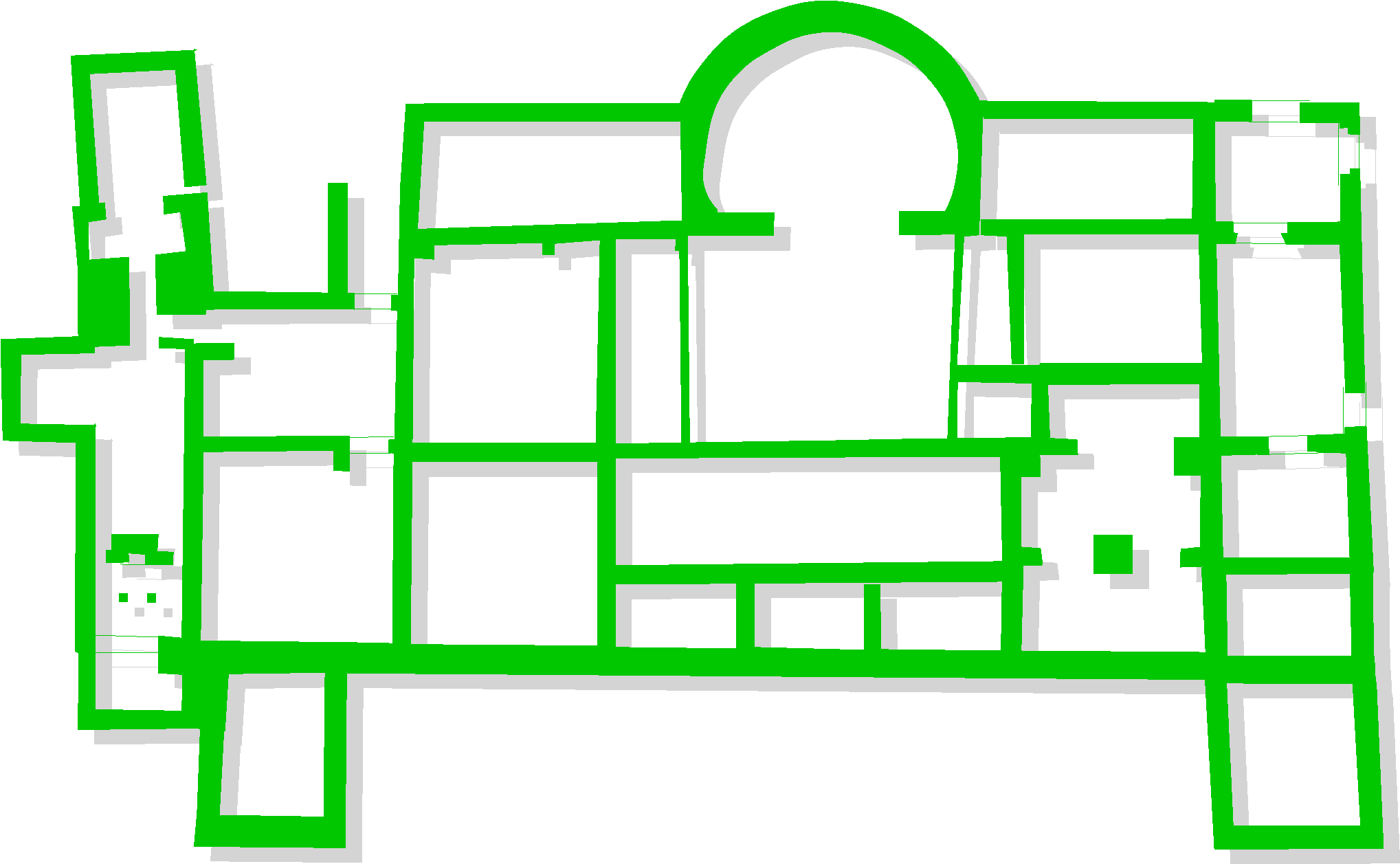
Plan der Villa um 400 n. Chr.

Erste Siedlungsreste stammen aus der Zeit vor der römischen Eroberung Britanniens. Es fanden sich Scherben und Münzen, die um 1 bis 43 n. Chr. datieren. Gebäudereste sind aus dieser Zeit bisher nicht festgestellt worden.
Ein erster Bau aus Stein wurde hier um 100 n. Chr. errichtet. Dieser Bau ist architektonisch nur schwer zu fassen, da er durch spätere Umbauten verunklärt ist. Es war aber sicherlich eine einfache Portikusvilla mit Eckrisaliten. Das Gebäude bestand im unteren Teil aus vermauerten Feuersteinen. Der Aufbau war vielleicht ein Fachwerkbau. Zu diesem Bau gehörte auch ein Keller, der aus zwei Räumen bestand, der bis zum Ende der Villa in Betrieb blieb. Hinter der Villa (im Westen) wurde ein Küchengebäude errichtet.
Das Gebäude wurde zwischen 150 und 180 erweitert. Es wurden auf der Südseite ein Bad hinzugefügt. Der Keller hatte in der ersten Bauphase zwei Zugänge, wobei in der zweiten Bauphase eine dieser Türen zugemauert wurde. Die nun entstandene Nische erhielt eine Bemalung mit der Darstellung von drei Nymphen. Auch die restlichen Wände wurden bemalt, doch ist davon nur wenig erhalten. Damals wurde der Keller wahrscheinlich in einen Kultraum umgestaltet. Der damalige Besitzer scheint recht wohlhabend gewesen zu sein, jedenfalls war er Eigentümer von zwei marmornen Büsten, eine Seltenheit in der britannischen Provinz. Sie fanden sich bei den Ausgrabungen im Keller. Im zweiten Jahrhundert wurde auch ein runder Bau etwas nördlich der Villa errichtet. Die Funktion ist unbekannt, doch wird vermutet, dass es sich um eine kleine Kapelle handelte.
Im dritten Jahrhundert erlebte das ganze römische Reich eine Zeit wirtschaftlichen Niedergangs. Die Villa scheint vernachlässigt worden zu sein, doch wurde sie nicht aufgegeben, wie noch die Ausgräber vermuteten. Münzen und Scherben deuten eine Siedlungskontinuität an. Am Beginn des vierten Jahrhunderts wurde ein Mausoleum westlich der Villa erbaut. Es bestand aus einem zentralen Raum, um den sich ein Umgang befand. Der Bau ähnelt somit einem gallorömischen Umgangstempel. In einer Grube im zentralen Raum lagen zwei Bleisärge, in denen sich die Skelette von einem Mann und einer Frau befanden. Es fanden sich zahlreiche Beigaben, darunter ein Bronzegefäß, vier Glasflaschen, zwei Messer und zwei Löffel. Bemerkenswert ist ein Spielbrett mit 30 Spielsteinen aus Glas, die auf einem der Särge lagen.
Neben der Villa wurde etwa zur gleichen Zeit ein Getreidespeicher errichtet. Er war 24,4 × 10,7 m groß und gehört damit zu den größten in Britannien. Der Bau hatte einen erhöhten Fußboden, damit Luft darunter zirkulieren konnte.
Um 350 erhielt das Speisezimmer der Villa eine Apsis und wurde mit einem Mosaik ausgestattet. Um 360/370 scheinen die Besitzer zum Christentum konvertiert zu sein. Ein Raum wurde zu einer christlichen Kapelle umgestaltet und erhielt Wandmalereien mit christlichen Motiven. Diese zeigen den Villenbesitzer und seine Familie in Bethaltung sowie das christliche Chi-Rho. Kurz nach 400 brannte die Villa nieder und wurde nie wieder aufgebaut.

## Die Wandmalereien

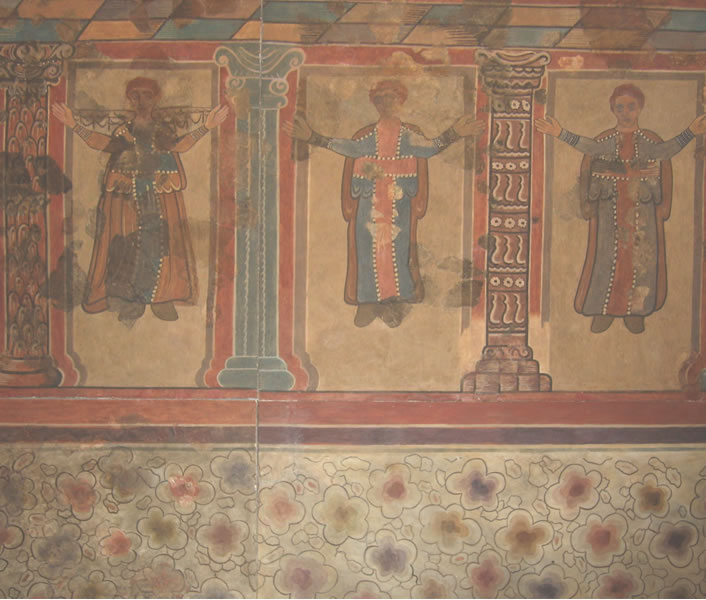
Wandmalerei auf der Westwand mit christlichen Adoranten

Die Villa hat ihre herausragende Bedeutung vor allem durch den Fund der Wandmalereien des vierten Jahrhunderts.
Vereinzelte Malereifragmente stammen schon aus dem zweiten Jahrhundert. Im Bad fand sich ein Fragment, das einen Fisch zeigt. Das Fragment fand sich im Frigidarium, das demnach vielleicht mit einer Seelandschaft, wie sie in Bädern beliebt waren, dekoriert gewesen. Andere noch an der Wand haftende Fragmente zeigen eine einfache Felderdekoration. Aus dem zweiten Jahrhundert stammt auch die Nische im Keller mit der Darstellung von drei Wassernymphen.
Die Malereien des vierten Jahrhunderts fanden sich im Keller verstürzt und schmückten einst zwei Räume einer Hauskapelle, deren Dekoration in groben Zügen rekonstruiert werden kann. Die besterhaltene Wand ist die Westwand. Der Sockel stellt wohl eine Marmorimitation dar. Darüber finden sich sechs Säulen, zwischen denen wiederum einzelne Figuren auf weißen Grund stehen. Die Säulen sind von Farbbändern gerahmt. Die Figuren scheinen zu schweben und haben ihre Arme ausgebreitet. Nur eine Figur hebt ihre rechte Hand zum Gruß. Die zweite Figur von links ist die besterhaltene und ist darüber hinaus durch einen Vorhang, der hinter ihr erhalten ist, hervorgehoben. Bis auf die vorletzte scheinen alle Figuren Männer darzustellen.
Die Ostwand ist schlechter erhalten und deren Rekonstruktion bereitet Schwierigkeiten. Die Sockelzone wird wiederum von Marmorimitationen eingenommen. Darüber befindet sich ein Feld mit sechs Säulen. In der Mitte befindet sich ein Kreis mit dem christlichen Chi-Rho. Zwischen den Säulen scheinen Personen dargestellt zu sein, die auf das Zentralfeld zugehen. Die Rekonstruktion der dritten Zone bleibt schließlich reine Spekulation, hier könnten sich eventuell Säulen aber auch Ornamentbänder befunden haben. Beide Dekorationselemente fanden sich, doch können keiner Wand mit Sicherheit zugeordnet werden.
Die Nordwand zeigt die Sockelzone mit Marmorimitationen und darüber zahlreiche Säulen, in deren Mitte sich offensichtlich eine figürliche Szene befand. Im Oberfeld gab es die Darstellung einer Landschaft mit Gebäuden.
In der Südwand befand sich die Tür des Raumes. Rechts von ihr befand sich über der Sockelzone wiederum ein Feld mit einer von Säulen gerahmten Mittelszene. Im Oberfeld befand sich ein Chi-Rho.
Der Vorraum war einfacher gestaltet, nur an einer Wand befand sich ein Chi-Rho, in einem Kreis und von einem geometrischen Muster gerahmt.
Die Malereien sind von besonderer Bedeutung, da es nur wenige Zeugnisse christlicher Wandmalerei aus dem vierten Jahrhundert gibt. In Britannien sind sie bisher einmalig. Der Stil ist einfach bis unbeholfen. Es gibt kaum Andeutungen von Licht und Schatten oder Perspektive.

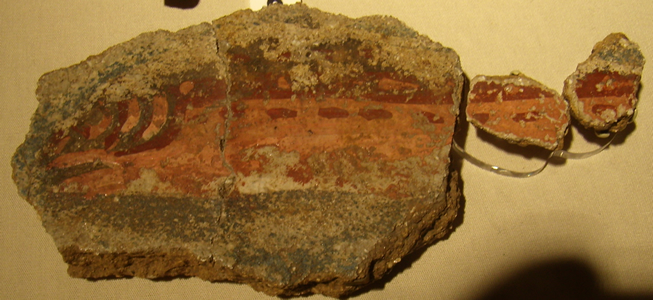
Reste einer Wandmalerei: Fisch aus dem Bad
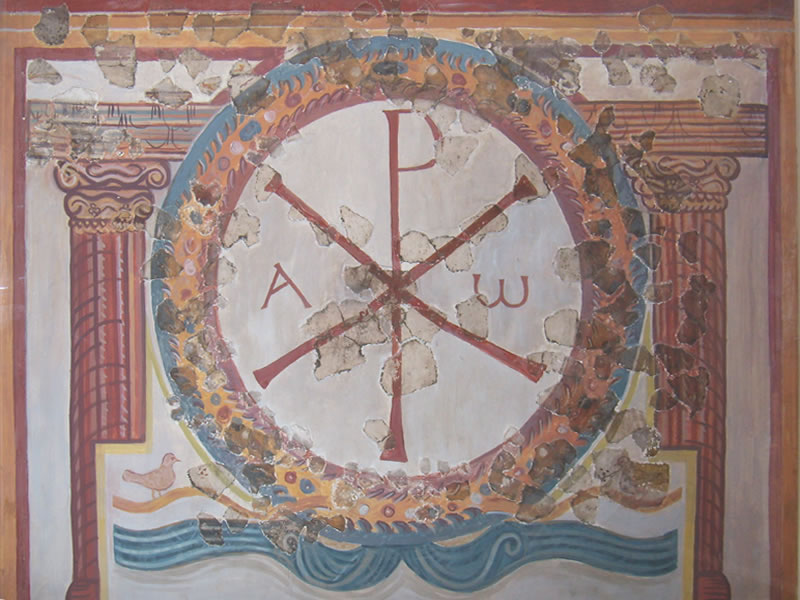
Wandmalerei mit dem christlichen Chi-Rho, Südwand

## Das Mosaik

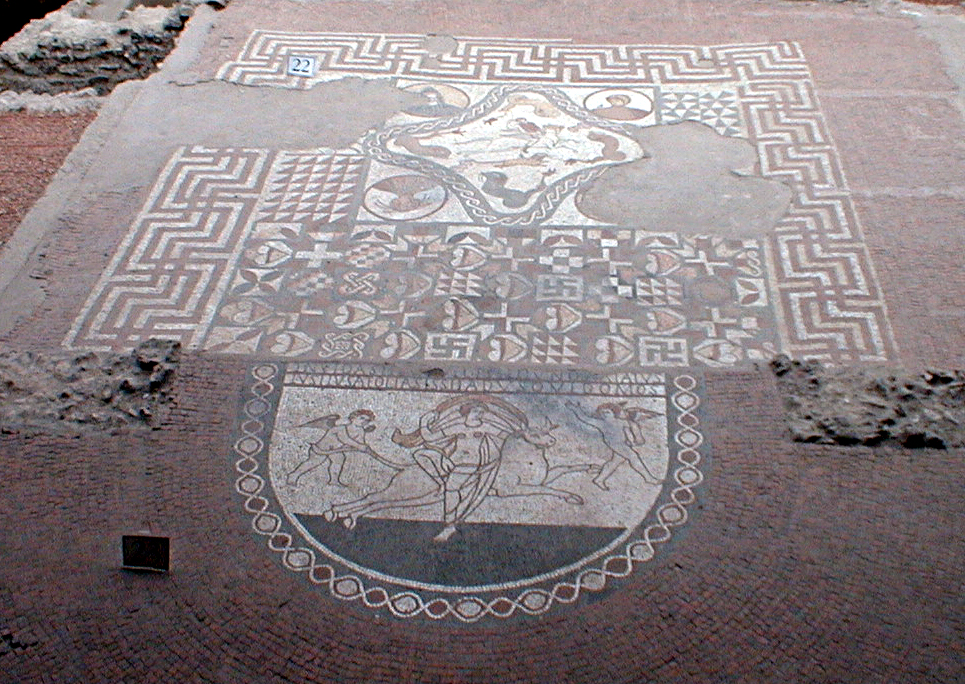
Speiseraum mit Mosaik

Das Mosaik im Speisesaal der Villa zeigt zwei Szenen. In der eigentlichen Apsis ist die Entführung der Europa durch Jupiter als Stier dargestellt. Europa, halbnackt, sitzt auf dem Stier. Die Szene wird von zwei Eroten flankiert. Der hintere zieht am Schwanz des Stieres und versucht offensichtlich die Entführung zu verhindern. Über der Szene befindet sich eine lateinische Inschrift, die übersetzt lautet:
Wenn die eifersüchtige Juno den schwimmenden Stier gesehen hätte, dann wäre sie mit größerer Gerechtigkeit auf ihrer Seite wiederhergestellt in den Häusern des Aeolus.
Dieser Spruch ist eine Anspielung auf das erste Buch der Aeneis, in dem Juno, die Gattin des Jupiter, den Windgott Aeolus überredet, einen Sturm zu entfachen, um Aenas auf seiner Reise nach Italien zu besiegen. Diese Szene belegt deutlich das hohe Bildungsniveau des Villeninhabers.
Die zweite Szene des Mosaiks zeigt Bellerophon, wie er auf Pegasus reitet und die Chimära mit einem Speer tötet. Dieses Bild wird von vier runden Medaillons gerahmt, in denen sich wiederum Darstellungen in Büstenform der vier Jahreszeiten befinden.

## Funde

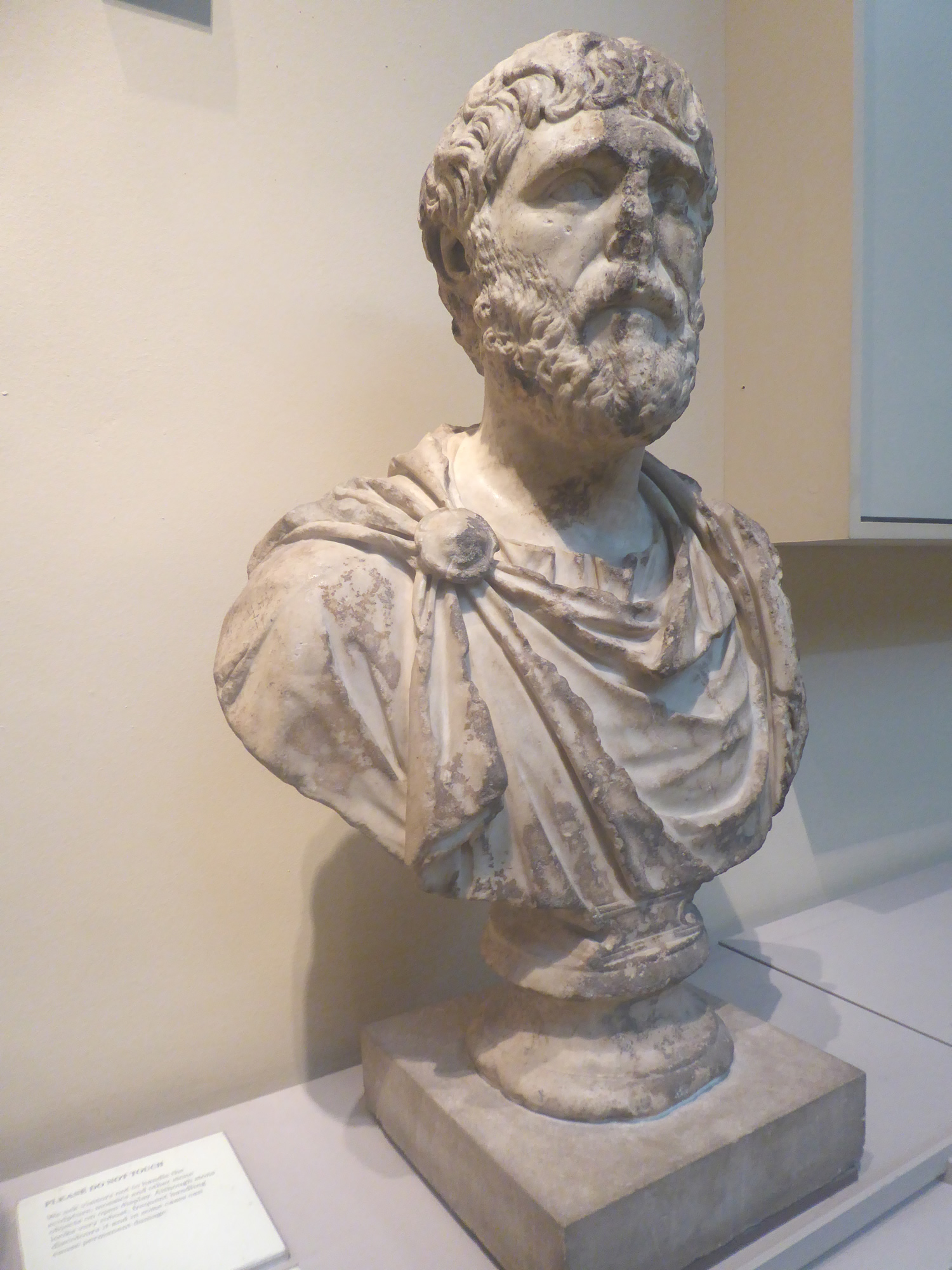
Marmorbüste

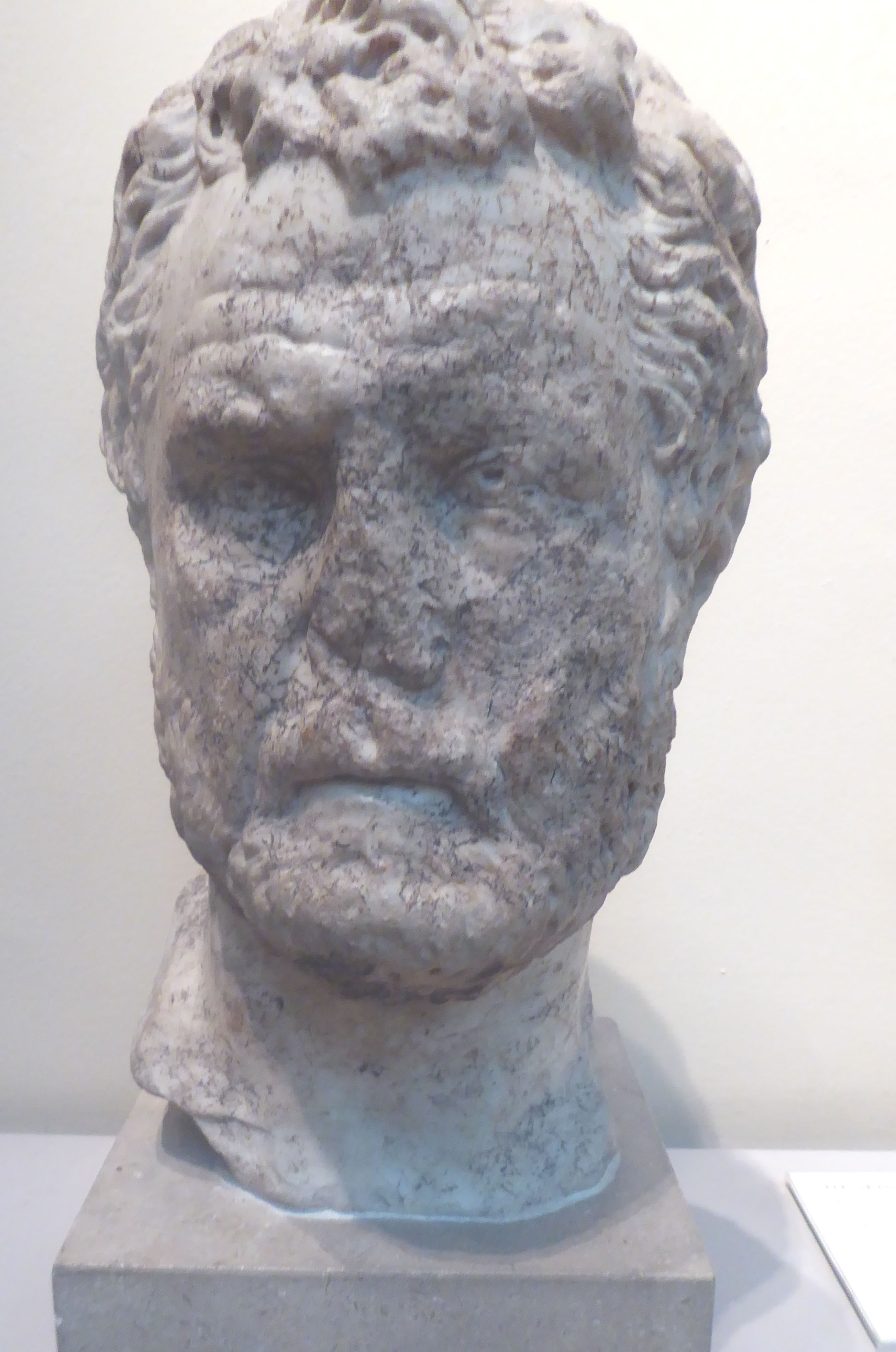
Marmorbüste

In der Villa fand sich eine Reihe bemerkenswerter Objekte. An erster Stelle sind zwei Marmorbüsten zu nennen, die sich im Keller fanden. Sie können stilistisch in das zweite Jahrhundert datiert werden und sind Arbeiten aus dem östlichen Mittelmeerraum. In der früheren Forschung wurde oftmals angenommen, dass es sich hier um Vater und Sohn handelt, die nacheinander Besitzer der Villa waren. Die besser erhaltene zeigt einen bärtigen Mann, in einem militärischen Gewand mit einer runden Fibel. Eine neuere Theorie besagt jedoch, dass hier der spätere Kaiser Pertinax und dessen Vater Publius Helvius Successus dargestellt sind. Pertinax war Statthalter von Britannien, bevor er zum Kaiser erhoben wurde. Demnach ist die Lullingstonevilla der Landsitz des Statthalters gewesen.
Ein weiterer Fund ist eine Gemme, die geflügelte Victoria mit einem Schild und vor einem Brustpanzer, der Teil einer Trophäe ist, zeigt. Die Gemme gehört zu den besten, die jemals in Britannien gefunden wurden. Sie besteht aus Karneol. Es wurde argumentiert, dass es sich um das Amtssiegel von Pertinax handelte, als er als Statthalter in Britannien amtierte.

## Ausgrabungen
Die Villa wurde 1939 entdeckt, doch gab es schon seit dem späten achtzehnten Jahrhundert Vermutungen, dass es hier Reste eines römischen Gebäudes gibt. Ausgrabungen fanden seit 1949 statt und dauerten 12 Jahre. Die Villa ist heute für Besucher hergerichtet.